# Pegesimallus isanicus
Pegesimallus isanicus är en tvåvingeart som beskrevs av Tomasovic 2005. Pegesimallus isanicus ingår i släktet Pegesimallus och familjen rovflugor.
Artens utbredningsområde är Thailand. Inga underarter finns listade i Catalogue of Life.